# مارا ونیر
مارا ونیر (انگلیسی: Mara Venier؛ زادهٔ ۲۰ اکتبر ۱۹۵۰) بازیگر اهل ایتالیا است. وی از سال ۱۹۷۱ میلادی تاکنون مشغول فعالیت بوده‌است.
از فیلم‌های او می‌توان به افکار شیطانی و راهبه دیر کاسترو اشاره کرد.